# Os quadratum

Schedel van een anapside, waarbij het os quadratum gemarkeerd is met een q.

Het os quadratum, verkort quadratum of vierkantsbeen is een bot dat deel uitmaakt van de schedel bij de meeste viervoeters, waaronder amfibieën, sauropsida (reptielen, vogels, dinosauriërs) en de eerste synapsiden. Bij deze dieren verbindt het het os quadratojugale en het os squamosum in de schedel en maakt het deel uit van het kaakgewricht (het andere deel is het os articulare aan de achterzijde van de onderkaak).
Oorspronkelijk, bij basale vissen, was het quadratum deel van het verhemelte. Het is embryonaal nog steeds een van de endochondrale botten die ontspruiten aan de crista neuralis. 

## Varianten
Bij slangen en veel andere hagedissen is het os quadratum langwerpig en zeer beweegbaar ten opzichte van het schedeldak. Dit levert een zeer grote bijdrage aan hun vermogen om grote prooien geheel door te slikken.
Bij zoogdieren hebben het os articulare en het os quadratum zich verplaatst naar het middenoor en zijn daar de hamer en aambeeld van de gehoorbeentjes. Paleontologen zien deze aanpassing als het bepalende kenmerk van de gehoorstructuur bij zoogdieren.
Deze verplaatsing werd voor het eerst beschreven door Karl Bogislaus Reichert in 1837. Bij de embryo's van varkens ontdekte hij dat de onderkaak zich vormt uit de zijkanten van kraakbeen van Meckel, terwijl het achterste gedeelte van datzelfde kraakbeen hard wordt en zich daarna losmaakt van de rest van het kraakbeen om vervolgens zich te verplaatsen naar het middenoor, waar het de rol van aambeeld aanneemt.